# Встретимся в Эмпиреях
Встретимся в Эмпиреях — дебютный роман Игоря Удачина. Работа над книгой началась в 2001 году. Издана в 2009 году. Роман написан от первого лица, героем которого является семнадцатилетний курсант военного училища по прозвищу Гоголь. Описывается его повседневная жизнь, времяпрепровождение в кругу близких друзей и однокашников: Демона, Сливы, Виктории. Идёт затяжная война. Через несколько месяцев, по окончании военного училища, молодым людям предстоит отправиться на фронт. Друзья делятся своими чувствами, переживаниями. Их тяготит осознание горькой будущности. В какой-то момент четверо друзей вступают в неожиданное для самих себя соглашение: каждый из них должен успеть воплотить в жизнь свою самую сокровенную мечту в отпущенный до призыва срок. Автор поднимает в книге различные проблемы мироустройства, исследует проблемы извечных противоречий между Мечтой и Данностью. Книга представляет собой увлекательное художественно-психологическое повествование-поиск — поиск ответа на главный вопрос: как «целесообразнее» распорядиться своей нерастраченной молодостью перед лицом надвигающейся жизненной катастрофы и забвения всех надежд. В 2010 году роман «Встретимся в Эмпиреях» был включён в число номинантов Российской литературной премии 2010 «Национальный бестселлер». В 2011 году роман в списке участников II Славянского литературного форума «Золотой Витязь». Номинация «Большая проза».